# Plotosus canius
Plotosus canius – gatunek ryby z rodziny plotosowatych (Plotosidae). Występuje naturalnie w Oceanie Indyjskim i zachodnim Pacyfiku – od wód u zachodnich i południowych wybrzeży Indii po Filipiny i Nową Gwineę. Długość ciała około 80 cm, maksymalnie do 111 cm. 

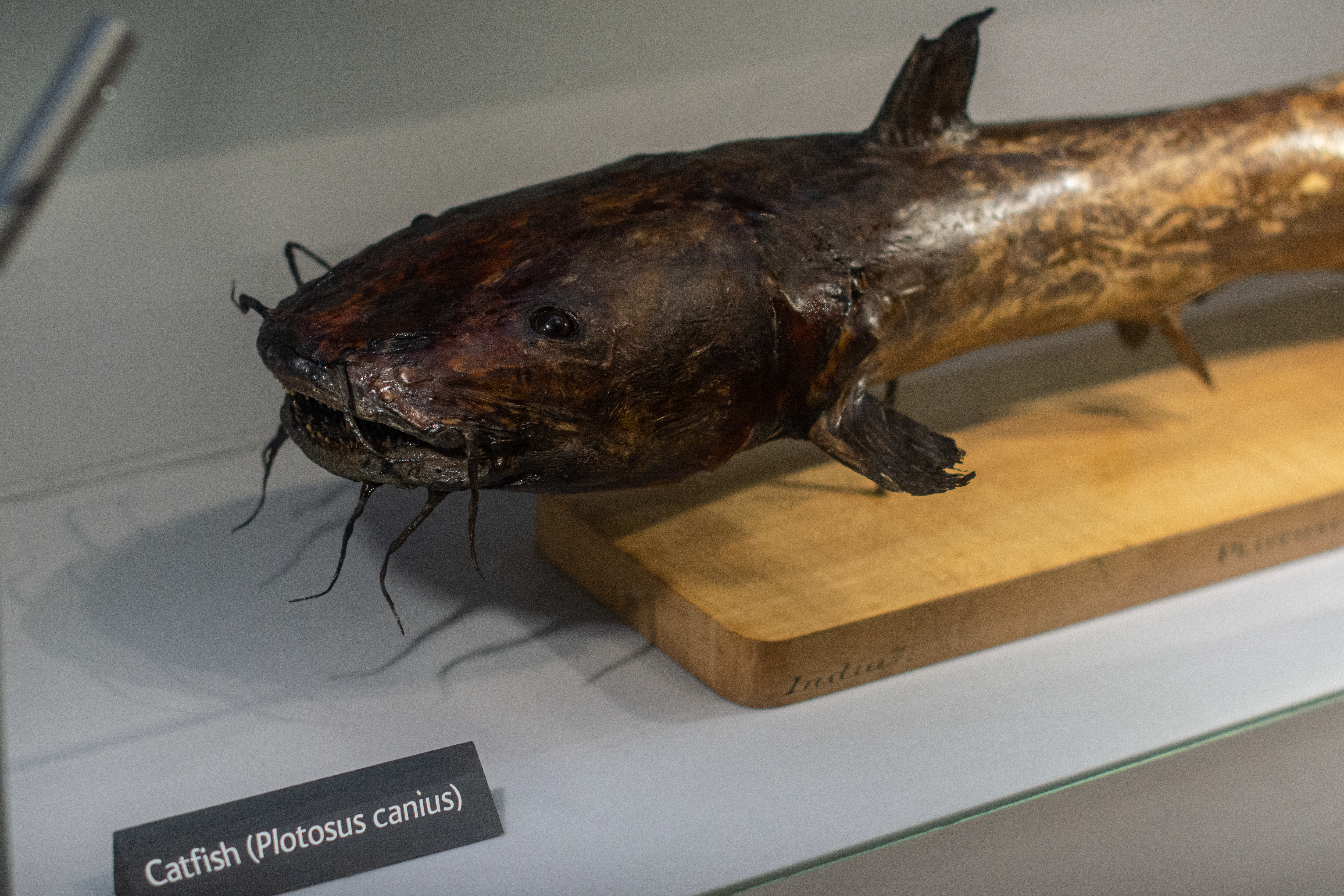
Plotosus canius w Muzeum Historii Naturalnej w Londynie, 2022